# MMSI broj
Broj MMSI (eng. za Maritime Mobile Service Identity) jest jedinstveni identifikacijski broj pomorske mobilne postaje. 
Broj predstavlja niz od devet znamenaka. Značenje je slično telefonskom broju. Broj MMSI šalje se u digitalnom obliku preko radio frekvencijskog kanala radi jedinstvenog identificiranja brodskih postaja, brodskih zemaljskih stanica, obalnih postaja, obalnih zemaljskih postaja i grupnih poziva. MMSI-em radiooperater može izravno kontaktirati preko DSC kontrolera VHF radio postaje.
Informacija o identitetu plovila (MMSI VHF radio postaje koja zove) prenosi se automatski. Ovi se identiteti formiraju na način da cijeli ili dio identiteta mogu koristiti telefonski pretplatnici ili pretplatnici teleksa koji su spojeni na opću telekomunikacijsku mrežu, a radi mogućnosti automatskog pozivanja plovila.
Broj MMSI dodijeljen je plovilu a sadrži podatke o plovilu i vlasniku plovila. Plovilo mora imati svoj MMSI broj. Ako ga plovilo nema, mora podnijeti zahtjev nadležnom tijelu koje izdaje taj broj. Za plovila koja su registirrana u Republici Hrvatskoj broj dodjeljuje Hrvatska agencija za poštu i elektronske komunikacije. Kad plovilo dobije MMSI broj, uprogramira ga u svoju VHF radio postaju. 
MMSI broj VHF radio postaje za plovila sastoji se od tri dijela. Prve tri znamenka predstavljaju oznaku MID (Maritime Identification Digit - pomorska identifikacijska oznaka). Ona označava državu pripadnosti plovila. MID za Republiku Hrvatsku je 238. Ostale znamenke u MMSI broju predstavlja broj plovila.
Broj MMSI imaju i obalne postaje, jer imaju VHF radio postaje. Njihov je broj nešto drukčije sastavljen. Prve dvije znamenke u broju su 00, nakon čega slijedi MID i broj postaje.
MMSI broj dodjeljuje se i grupi postaja. Sastoji se od vodeće znamenke 0, iza koje slijedi MID i broj grupe postaja. Ovim se brojem služe kompanije radi komunikacije sa svojom flotom, kad jednim pozivom kompanija poziva cijelu flotu.